# Edificio Pluriuso COOP
L'Edificio Pluriuso (COOP) si trova a Sesto Fiorentino ed è stato progettato da Edoardo Detti.

## Storia
Il progetto fu commissionato a Edoardo Detti nel 1963 dalla Cooperativa di Sesto Fiorentino (successivamente inglobata in Unicoop Firenze), la quale decise di sostituire la preesistente sede, ormai del tutto inadeguata alle nuove esigenze, con un nuovo edificio polivalente.
Dei due corpi costituenti il complesso, quello prospiciente la via Alighieri fu realizzato in tempi brevi (era già completato nel dicembre del 1967) e in tutto corrispondente al progetto dell'architetto, mentre l'edificio della cooperativa fu fortemente ridimensionato. In un primo tempo infatti Detti aveva concepito un edificio composto di due volumi diversi per soluzioni formali e per altezza: il più alto su 7 piani fuori terra più uno interrato, avrebbe dovuto ospitare ai primi due la cooperativa ed ai rimanenti un piccolo albergo; il più piccolo, 2 piani fuori terra più uno interrato, una sala per riunioni ed uffici. Mentre il secondo è stato realizzato esattamente secondo le indicazioni dell'architetto, il primo è stato completamente rivisto in sede progettuale alla luce di considerazioni di carattere urbanistico: i piani fuori terra si sono ridotti a 3 e è stata accantonata la destinazione ad albergo.

## Descrizione
Il complesso è situato nel centro storico di Sesto Fiorentino e si affaccia su piazza Vittorio Veneto, ampio invaso di forma rettangolare, alberato e definito da un tessuto edilizio tardo ottocentesco: il lotto è delimitato a sud dalla piazza e a est e ovest dalle vie Alighieri e Cavallotti.

### Esterno

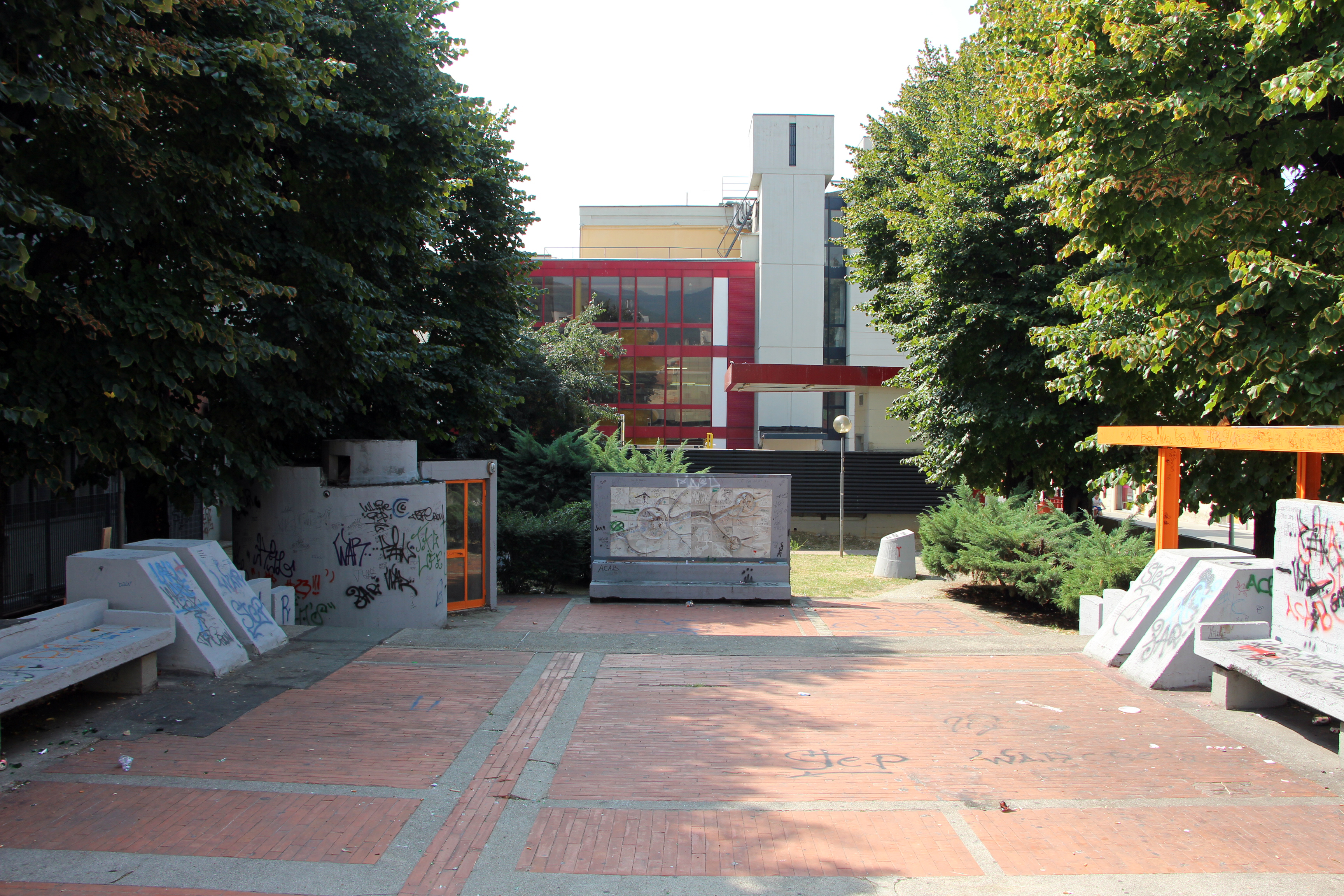
Il retro

L'intervento di Detti si inserisce in tale contesto dichiarando una notevole autonomia a livello linguistico e al contempo dimostrando una notevole attenzione nei confronti delle altezze degli edifici circostanti. Il fronte percepibile dalla piazza presenta una maggior ricercatezza nel trattamento dei materiali e nel disegno delle partiture mentre il retro dell'edificio, fronte nord, sembra dialogare più con il corpo degli appartamenti e degli uffici - a esso ortogonale e con questo formante un impianto a "L" - che non con gli altri tre fronti. Lo spazio non edificato dell'isolato è occupato da una piazza giardino nella quale il percorso alberato corre parallelo al corpo di fabbrica prospiciente la via Alighieri e delimita una piazza recintata, leggermente rialzata e circondata da panchine, dalla quale si traguarda un pannello scultura.
L'edificio si compone di due volumi, disposti a formare un impianto ad "L", aventi diversa altezza, articolazione volumetrica, trattamento delle facciate e destinazione d'uso e tuttavia perfettamente articolati e relazionati tra loro e con il circostante.

#### Il supermercato
L'edificio adibito a grande magazzino, affacciato su piazza Vittorio Veneto, è a sua volta articolato su 2 e 3 piani fuori terra (più uno seminterrato) e è caratterizzato da una volumetria compatta contraddistinta al piano terra da un raffinato gioco di trasparenze e riflessi (alternanza di campiture in marmo e superfici vetrate) e ai piani superiori da una cortina muraria estremamente compatta, interrotta soltanto da feritoie finestre e da luci quadrate perfettamente inserite nella campitura in marmo dicromo e in cemento faccia vista tinteggiato di bianco. Le aperture si inseriscono con estrema discrezione e misura nella tessitura, addensandosi nelle soluzioni d'angolo in corrispondenza del volume cilindrico del corpo scala e dilatandosi in una superficie interamente vetrata, connotata da una griglia geometrica di infissi in metallo dal colore rosso, sul retro.
Lo sviluppo orizzontale del disegno della facciata - scandito dalle fasce marcapiano in marmo, dall'insegna in alluminio che corre ininterrotta sui tre fronti strada, dai parapetti del percorso pedonale - è concluso ed enfatizzato dalla copertura che sovrasta il corpo più basso, di forte rilevanza plastica, caratterizzata da un parapetto che si protende sulla piazza con un profilo a forma di prua. Tale orizzontalità è contraddetta soltanto dai tagli delle aperture e dai volumi dei vani scala e degli ascensori, costituenti elementi autonomi stilisticamente, enfatizzati nella propria verticalità.

#### Palazzo per gli uffici

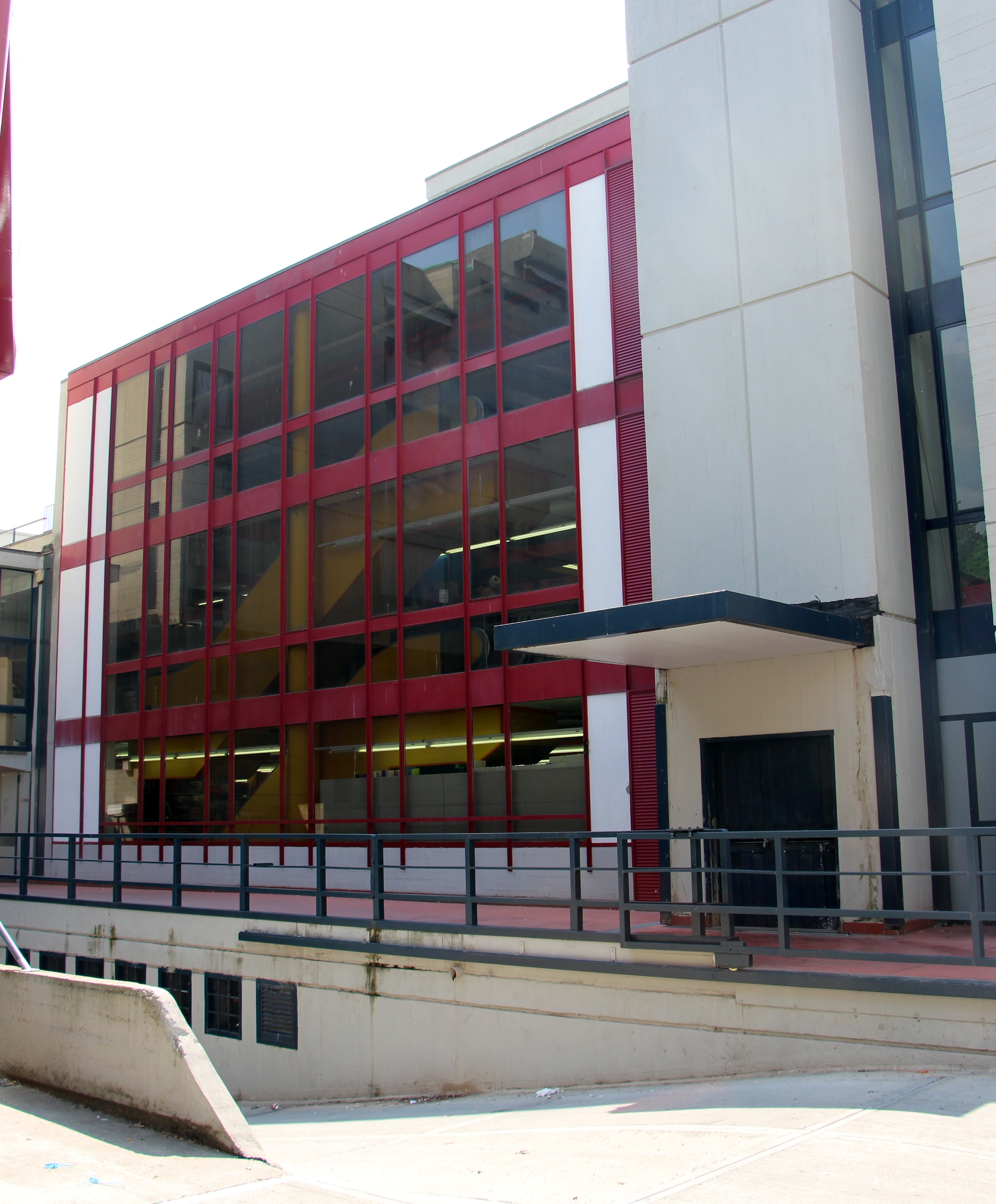
Il retro

L'edificio adibito a residenza e uffici presenta una pianta rettangolare, disposta parallelamente all'asse di via Alighieri, e si sviluppa su 6 piani fuori terra più uno seminterrato, adibito a garage. I fronti combinano l'essenzialità della soluzione materica (cemento faccia vista con calibrati inserti di colore rosso mattone) con una notevole attenzione all'equilibrio tra pieni e vuoti, tra arretramenti ed aggetti, riconducendo la composizione a una sintesi di moduli geometrici su un impaginato di matrice rettangolare.
Le facciate est e ovest presentano ambedue l'enfatizzazione dell'orizzontalità tra il secondo e il terzo livello tramite una fascia finestrata sul fronte strada e un aggetto del volume superiore sul retro, definendo così una sorta di fascia marcapiano che serve ad individuare la porzione d'edificio destinata all'attività commerciale direzionale da quella a carattere residenziale.
Il "vuoto" compreso tra i due edifici è costituito da una piazza alberata e pavimentata, circondata da panchine, che si articola su più livelli: il piano di calpestio di tale piazza coincide con la copertura dei vani tecnici interrati (centrale termica, elettrica, garage), mentre gli elementi tecnici (canne fumarie, griglie metalliche, uscite di sicurezza) assumono il ruolo di episodi plastici contribuenti al disegno dello spazio circostante.
Il complesso si distingue per l'euritmia della composizione volumetrica e per la ricchezza e l'articolazione delle soluzioni stilistiche e formali di facciata, mai preminenti sulle scelte spaziali ma con esse perfettamente combinate. Tale valore compositivo immediatamente percepibile dall'esterno, non è tuttavia riscontrabile nell'interno dove le soluzioni planimetriche e la scelta dei materiali ripropongono soluzioni tradizionali, risultando pertanto assai meno "progettate" e comportando un'inevitabile dissonanza fra l'esterno e l'interno.

## Fortuna critica

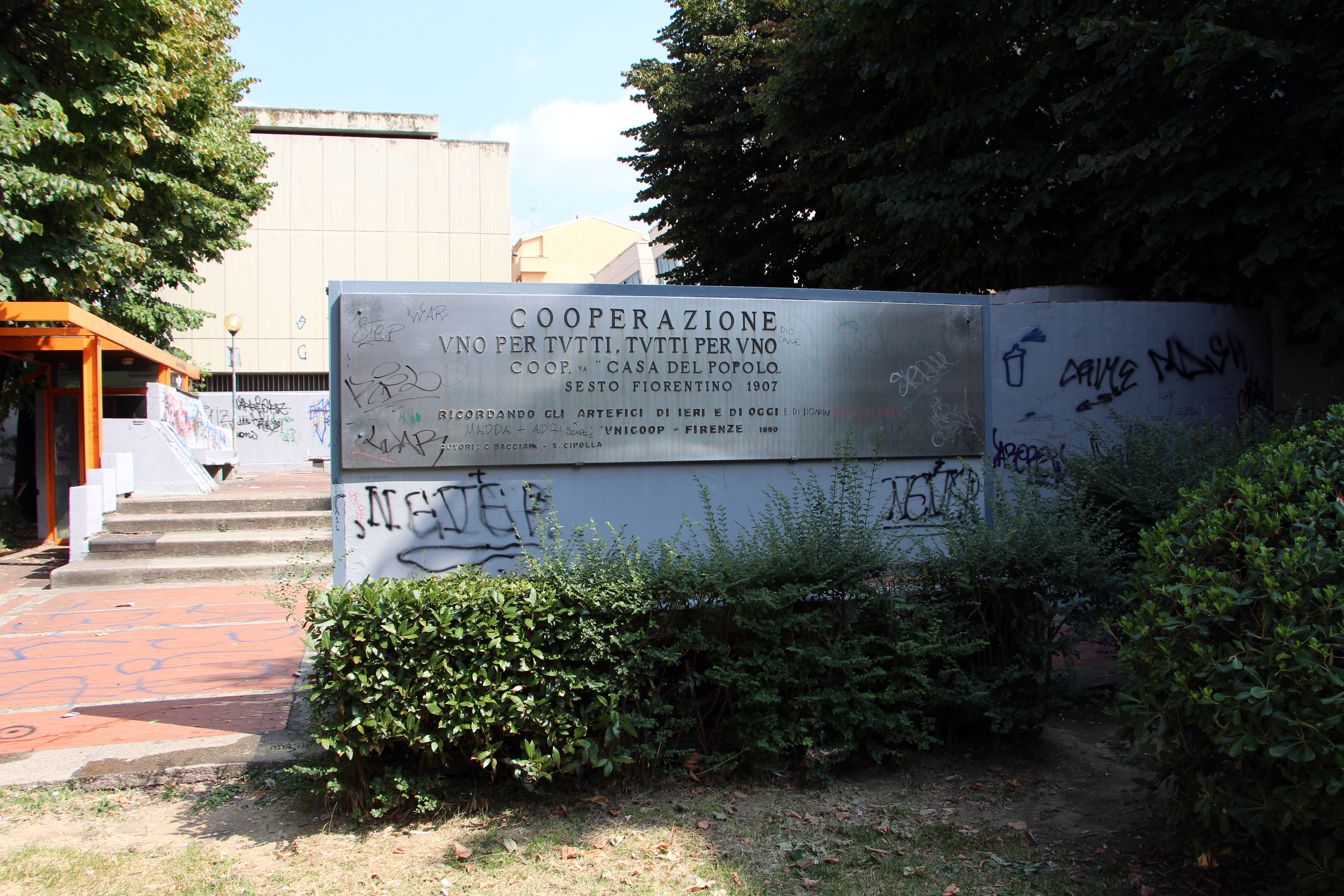
I giardini

La sorte critica di questo edificio è comune alle altre opere dettiane, a causa soprattutto della scarsa capacità dell'architetto nel divulgare la propria opera.
Nei pochi giudizi formulati da storici e critici dell'architettura su quest'opera, si sottolinea la capacità del progettista nel dialogare con la propria committenza e nel trasformare le indicazioni vincolistiche degli strumenti urbanistici in elementi progettuali positivi. Il risultato conseguito nell'edificio Coop è dunque, secondo Santini, di estrema sintesi e rigore, soprattutto perché le determinazioni plastiche sono unitariamente improntate.
Alla notevole autonomia linguistica dell'edificio, che nel tessuto urbano di Sesto si configura come un termine di riferimento visivo e funzionale di marcata riconoscibilità, si aggiunge l'uso espressivo dei materiali e in particolare del cemento armato, derivato secondo Koenig dall'attenta meditazione del linguaggio di Le Corbusier, risolto e convertito in accezioni che in definitiva ad esso risultano estranee, specialmente se si considera l'elementare armonia delle forme.